# فينسنت باتار
فينسنت باتار (بالفرنسية: Vincent Patar)‏ (و. 1965  م) هو مخرج أفلام، وكاتب سيناريو، ورسام رسوم متحركة بلجيكي.

## وصلات خارجية
- فينسنت باتار على موقع IMDb (الإنجليزية)
- فينسنت باتار على موقع ألو سيني (الفرنسية)
- فينسنت باتار على موقع أول موفي (الإنجليزية)
- فينسنت باتار على موقع قاعدة بيانات الأفلام السويدية (السويدية)
- فينسنت باتار على موقع قاعدة بيانات الفيلم (الإنجليزية)
- فينسنت باتار على موقع كينوبويسك (الروسية)